# Eparchia di Togliatti

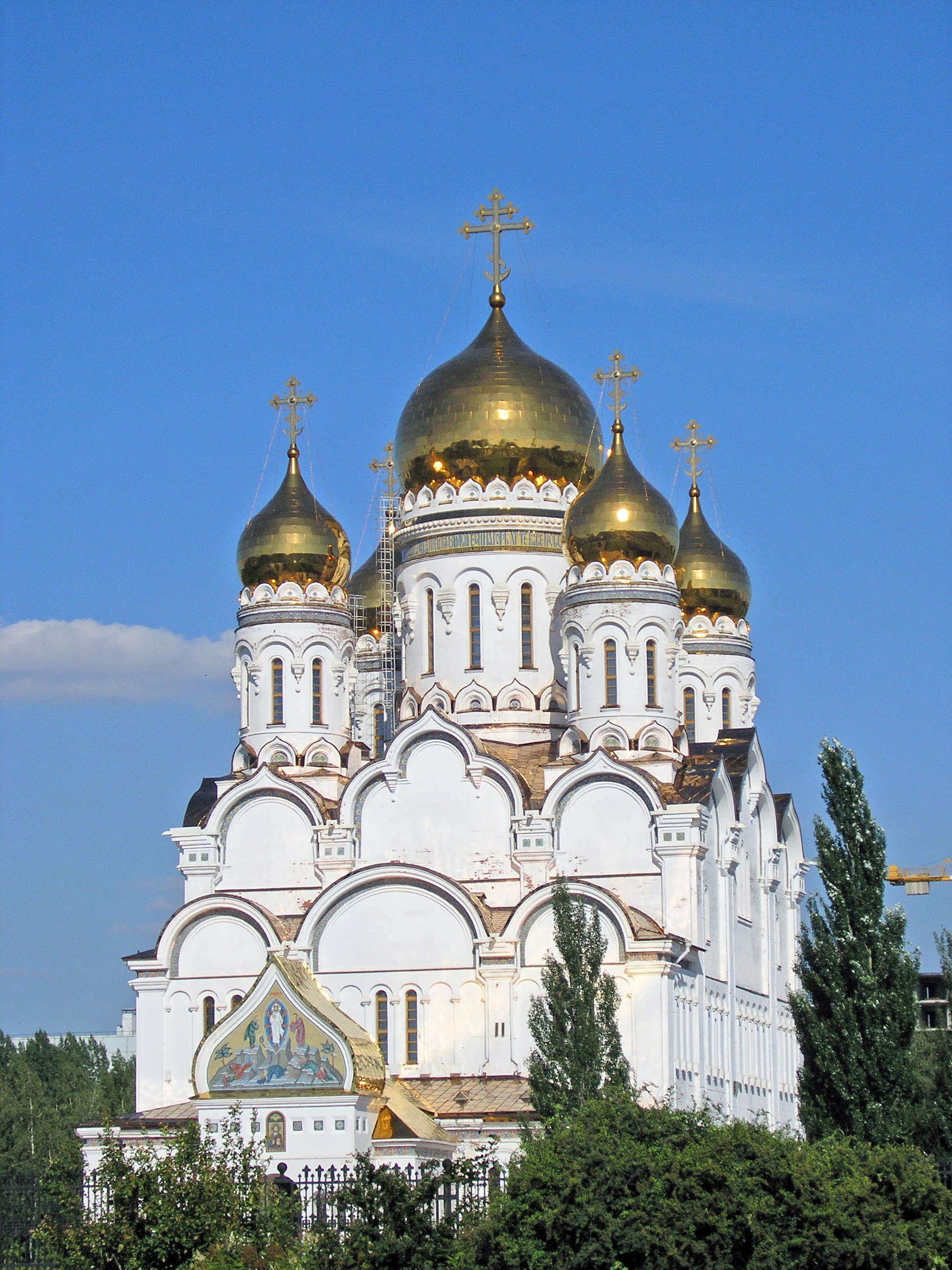
La cattedrale della Trasfigurazione di Togliatti.

L'eparchia di Togliatti (in russo Тольяттинская епархия?) è una diocesi della Chiesa ortodossa russa, appartenente alla metropolia di Samara.

## Territorio
L'eparchia comprende le città di Togliatti e di Žigulëvsk, e la maggior parte del Stavropol'skij rajon nella oblast' di Samara.
Sede eparchiale è Togliatti, dove si trova la cattedrale della Trasfigurazione.
L'eparca ha il titolo ufficiale di «eparca di Togliatti e Žigulëvsk».

## Storia
L'eparchia è stata eretta dal Santo Sinodo della Chiesa ortodossa russa il 9 luglio 2019, ricavandone il territorio dalle eparchie di Samara e di Syzran', e contestualmente è entrata a far parte della metropolia di Samara.